# WikiRank
WikiRank (или ВикиРанк) — онлайн-сервис для автоматической относительной оценки и сравнения статей в различных языковых версиях Википедии. Разработан белорусскими и польскими исследователями в 2015 году.
Наборы данных с оценками Викиранка доступны для более 37 миллионов статей Википедии.

## История
Впервые упоминается в научной статье 2015 года, как альфа-версия реализации алгоритма по оценке качества различных текстов. Одна из научных работ, которая описывает результаты оценки качества с использованием сервиса ВикиРанк, была признана одной из важнейших открытий Википедии и других проектов Викимедии в 2017—2018 годах.
В ноябре 2018 года сервис начал использовать данные из DBpedia и Викиданных для отображения информации из различных тематических рейтингов. В мае 2019 года WikiRank предоставил новые показатели (такие как локальная и глобальная популярность) с историческими значениями и опубликовал открытые наборы данных с качеством, популярностью и показателями авторского интереса для более чем 39 миллионов статей Википедии.
В будущем планируется включить новые параметры для оценки качества, включая социальные сигналы из Фейсбука, Твиттера, Reddit, ВКонтакте, LinkedIn и других социальных порталов, а также качественный анализ источников с использованием Гугла, Бинга, Yahoo!, Baidu, Яндекса и других поисковых систем.

## Содержимое
Отличительной особенностью сервиса является то, что он позволяет оценивать качество и популярность статей в Википедии по шкале от 0 до 100 в результате расчета синтетического показателя более чем в 50 основных языковых разделах Википедии. Это упрощает сравнение языковых версий статей, которые могут иметь различные градации качества и стандарты оценок. Для расчёта оценки качества и популярности, ВикиРанк использует различные важные нормализованные показатели, в том числе показавшие свою важность в более ранних работах, такие как:
| • длина текста           | [ 11 ] [ 12 ]        |
| • количество примечаний  | [ 13 ] [ 14 ]        |
| • количество разделов    | [ 15 ] [ 16 ]        |
| • количество изображений | [ 17 ] [ 18 ]        |
| • количество посещений   | [ 19 ] [ 20 ]        |
| • другие факторы         | [ 21 ] [ 22 ] [ 23 ] |

ВикиРанк используется также для дидактических целей в различных высших учебных заведениях (таких как Варшавский университет). Оценки, предоставленные ВикиРанком, используются для определения качества карточек.